# Avenida 23 de Enero (Puerto Ayacucho)
Avenida 23 de Enero es el nombre que recibe una arteria vial localizada en la ciudad de Puerto Ayacucho la capital del Estado Amazonas en la región de Guayana en la parte meridional del país sudamericano de Venezuela. Recibe esa denominación en conmemoración de los sucesos del 23 de enero de 1958 cuando fue derrocada la dictadura del General Marcos Pérez Jiménez.

## Descripción
Se trata de una vía de transporte que conecta la Calle Aguerrevere y la Calle la Unión con la Avenida Constitución, siendo además parte de la llamada Troncal 12 con quien se encuentra en 2 puntos diferentes. Se vincula además con la calle Andrés Eloy Blanco y la Calle Melicio Pérez, por citar algunas.

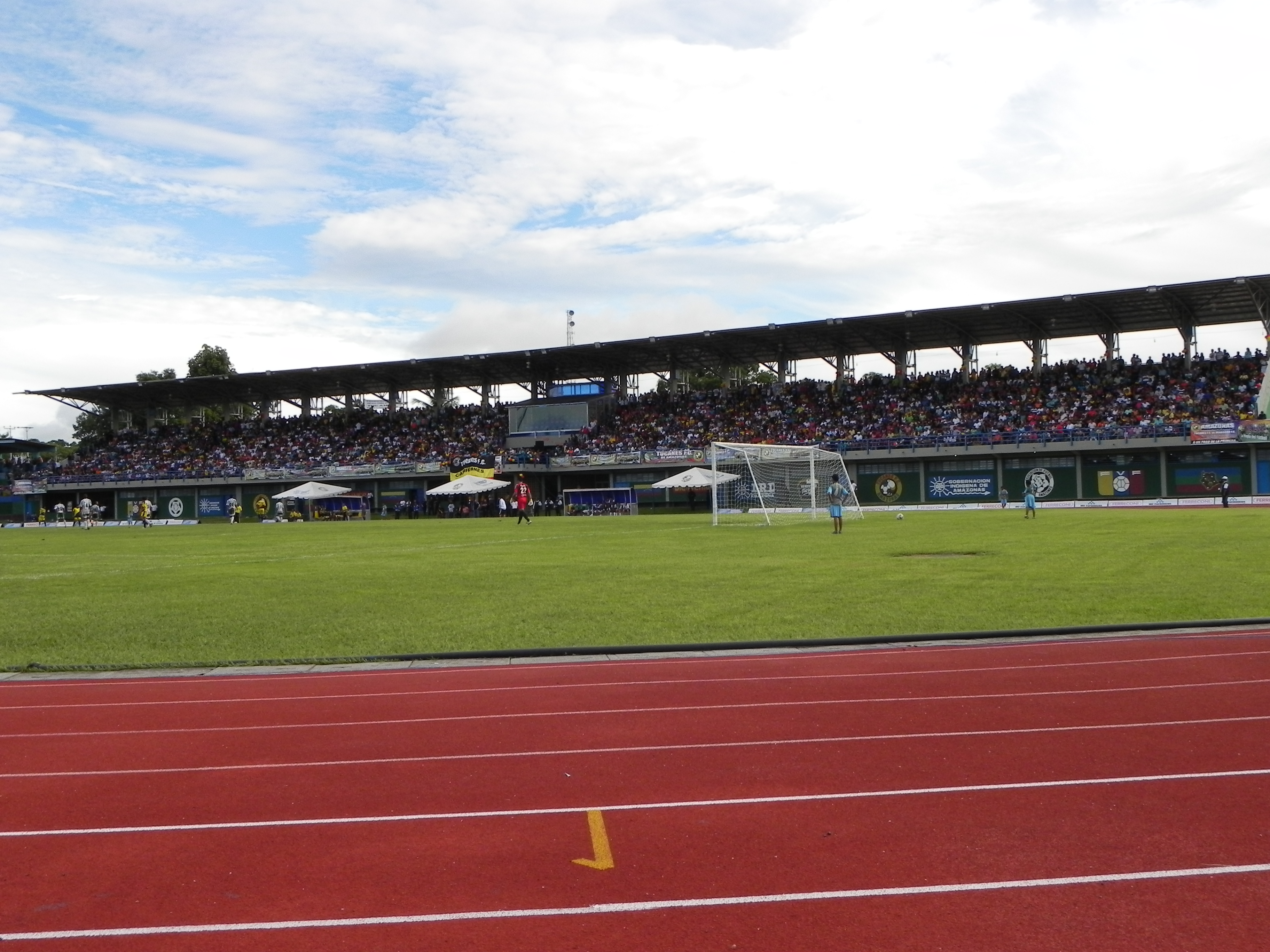
Vista del Estadio Antonio José de Sucre a un lado de la Avenida

Entre los sitios que destacan en la avenida o en sus alrededores se pueden encontrar al Estadio Antonio José de Sucre, el Cementerio de la Calle Melicio Pérez, el Banco Bicentenario (sede regional), el Hospital Dr. José Gregorio Hernández, entre otros.